# Eriococcus mumtazi
Eriococcus mumtazi är en insektsart som beskrevs av Bodenheimer 1943. Eriococcus mumtazi ingår i släktet Eriococcus och familjen filtsköldlöss.
Artens utbredningsområde är Irak. Inga underarter finns listade i Catalogue of Life.